# Constantin Popovici (Theologe)
Constantin Popovici (* 22. September 1846; † 2. September 1938) war ein griechisch-orthodoxer Theologe und Hochschullehrer in Czernowitz.

## Leben
Popowicz besuchte die theologische Lehranstalt in Czernowitz, die ihn 1870 zur höheren Ausbildung nach Wien schickte. An der Lehranstalt war er 1873/74 vertretender Religionslehrer. Die neue Franz-Josephs-Universität Czernowitz berief ihn am 4. September 1875 als a.o. Professor für Kirchenrecht. 1880 ernannte sie ihn zum o. Professor.
1888/89 war er Rektor der Universität. In seiner Rektoratsrede am 4. Oktober 1888 befasste er sich mit der Stellung des Kirchenrechts in Theologie und Rechtswissenschaft. In Wien vorbereitet, vertrat er in seinem Rektoratsjahr und 1890/91 auch die Lehrkanzel für Praktische Theologie. Er widmete sich dem Quellenstudium und dem griechisch-orthodoxen Partikularkirchenrecht der Bukowina.

## Veröffentlichungen
In rumänischer Sprache
- Die Quellen und Sammlungen des griechisch-orientalischen Kirchenrechts. Mit einem Anhang: Die Zwölfapostellehre, übersetzt aus dem Griechischen. Czernowitz 1886.
- Die apostolischen Canones. Ein Beitrag zur Lösung der Frage über ihren Ursprung. Czernowitz 1896.
- Das siebente Kapitel des Buchstabens P aus dem Syntagma Alphabeticum des Mathäus Blastares über die heiligen Ostern oder über die Osterrechnung. Czernowitz 1900.